# Johan Paludan
Johan Paludan (22. september 1756 – 10. januar 1821) var en dansk præst.
Johan Paludan blev født i Kalundborg, hvor hans fader, Hans Jacob Paludan (død 1782), var provst og sognepræst; moderen hed Anna Elisabeth født Lønborg (død 1762).
Efter at have modtaget den første undervisning af sin fader og af en privat lærer kom han 1771 i Roskilde Skole, hvorfra han dimitteredes 1775. Som student dyrkede han især de skønne videnskaber og var beskæftiget som timelærer i flere af Københavns større skoler. 1782 fik han attestats og straks efter plads på Valkendorfs Kollegium, men kom i slutningen af samme år som huslærer til Hørsholm hos kammerherre Christoph Hartvig von Linstow. Fra dette hjem blev han 1785 kaldet til residerende kapellan i Stubbekøbing, forflyttedes året efter til kapellaniet i Fredensborg og kom 1788 som sognepræst til Fanefjord på Møen, hvor han døde i 1821.
Ligesom forudfølende sin nære død havde han nytårsdag samme år holdt sin sidste prædiken, en tak og bøn til Gud og menigheden efter 32 års embedstid. Den er trykt i et lille mindeskrift: Hr. Johan Paludans Erindring, vedligeholdt iblandt hans Venner (1821).
Paludan udfoldede en betydelig litterær virksomhed, væsentligst i teologisk og historisk retning. 1813 blev han medlem af Det kongelige danske Selskab for Fædrelandets Historie. Temmelig udbredt var i sin tid hans Samlinger for Theologer, efter Tidernes Fornødenhed og den nyeste Litteraturs Aand (2 bind, 1803-5), et pastoralteologisk pulterkammer, mest bearbejdelser efter tyske skrifter. Men blivende værd har kun hans udførlige Beskrivelse over Møen med kort og kobberstik (2 bind, 1822-24), udgivet efter hans død af hans søn, artillerikapitajn og landskabsmaler Hans Jacob Paludan (død 1830 i Norge), som bearbejdede manuskriptet til trykken og selv tilføjede mange forbedringer.
Paludan var (siden 1785) gift med en slægtning så vel på fædrene som mødrene side, Anne Elisabeth født Paludan (død 1829).